# Cardiospermum cuchujaquense
Cardiospermum cuchujaquense là một loài thực vật có hoa trong họ Bồ hòn. Loài này được Ferrucci & Acev.-Rodr. mô tả khoa học đầu tiên năm 1998.